# ناجوردندانگان
دوکفه‌ای‌های هترودوناتو (نام علمی: Heterodonta) نام یک زیررده از رده دوکفه‌ای‌ها است.